# Cryptantha martirensis
Cryptantha martirensis är en strävbladig växtart som beskrevs av M.G.Simpson och Rebman. Cryptantha martirensis ingår i släktet Cryptantha, och familjen strävbladiga växter. Inga underarter finns listade i Catalogue of Life.